# Wohngeld
Wohngeld ist in Deutschland eine Sozialleistung nach dem Wohngeldgesetz (WoGG) für Bürger, die aufgrund eines geringeren Einkommens einen Zuschuss zur Wohnungsmiete (Mietzuschuss) oder zu den Kosten selbst genutzten Wohneigentums (Lastenzuschuss) erhalten. Die gesetzlichen Regelungen über die Gewährung von Wohngeld (WoGG und andere) gelten nach § 68 Nr. 10 Ersten Buches Sozialgesetzbuch (SGB I) als besondere Teile des Sozialgesetzbuchs.

## Geschichte

### Einführung
Das Wohngeldgesetz trat am 1. April 1965 in Kraft. Seither wurde es mehrfach angepasst. Die ursprüngliche Berechnungsidee, die Haushaltsgröße und Einkommen den Wohnkosten gegenüberstellt, wurde aber immer beibehalten.

### Novellierung ab 2009
Durch eine Novellierung des Wohngeldgesetzes hat sich das durchschnittliche Wohngeld ab 1. Januar 2009 von 90 Euro auf rund 140 Euro monatlich erhöht. Dies erfolgte durch Leistungsverbesserungen. Im Einzelnen durch:
- die Zusammenfassung der Baualtersklassen auf Neubaumietenniveau,
- die Erhöhung der Miethöchstbeträge um 10 % und
- die Erhöhung der Tabellenwerte um 8 %.

Durch eine Umformulierung des § 21 (soweit die Inanspruchnahme missbräuchlich wäre, insbesondere wegen erheblichen Vermögens) wurden die Versagungsgründe konkreter gefasst, so dass beispielsweise auch Vermögenswerte bei der Bemessung berücksichtigt werden müssen, die dem Antragsteller keine oder nur geringe Zinserträge bringen.
Das neue Wohngeld kommt etwa 800.000 Haushalten zugute. Die Kosten von etwa 520 Millionen Euro teilen sich Bund und Länder.

### Novellierung ab 1. Januar 2011
Die im Rahmen der Wohngeldnovelle 2009 eingeführte Heizkostenkomponente wurde mit Wirkung ab dem 1. Januar 2011 aufgrund Art. 22 des Haushaltsbegleitgesetzes 2011 wieder gestrichen. Die Bundesregierung hatte die Streichung mit gesunkenen Energiekosten begründet.
Nach zähen politischen Verhandlungen haben Bundestag und Bundesrat im Frühjahr 2011 im Rahmen der sogenannten „Hartz-IV-Reform“ auch Leistungen zur Bildung und Teilhabe eingeführt. Von diesem Bildungspaket profitieren auch die Kinder in Wohngeldhaushalten.

### Novellierung ab 1. Januar 2013
Durch die Änderungen des Wohngeldgesetzes zum 1. Januar 2013 traten Änderungen zum Schutz vor Missbrauch der Sozialleistungen ein. Mit Aktualisierung des § 33 Abs. 5 WoGG wurde zur Vermeidung von rechtswidriger Inanspruchnahme der automatisierte Datenabgleich unter den Behörden eingeführt.
In der Praxis bedeutet das, dass die Wohngeldstellen automatisiert Daten mit anderen Sozialleistungsträgern abgleichen können, die für die Zeiträume, in denen Wohngeld bezogen wurde, relevant sind. Über den Abgleich der persönlichen Daten im automatisierten Verfahren werden Antragsteller beim Wohngeldantrag belehrt.
Dies gilt insbesondere für
- Leistungen nach den SGB II: Arbeitslosengeld II und Sozialgeld
- Leistungen nach den SGB XII: Hilfe zum Lebensunterhalt (Sozialhilfe) und Grundsicherung im Alter und bei Erwerbsminderung
- die Anschrift der Wohnung

wenn der Bezug dieser Sozialleistungen auch die Übernahme der Kosten für Unterkunft vorsahen.
Die Wohngeldstelle kann darüber hinaus im Einzelnen überprüfen:
- ob die Mitglieder eines Haushalts noch Wohngeld beziehen, obwohl sie nicht mehr in der entsprechenden Wohnung wohnen
- ob das Wohngeld schon vorher bezogen oder beantragt wurde
- ob in dem Anspruchszeitraum eine sozialversicherungspflichtige oder geringfügige Beschäftigung bestand oder aufgenommen wurde
- ob Leistungen aus einer Renten- oder Unfallversicherung bezogen werden
- ob und in welcher Höhe etwaige Einkünfte aus Kapitalvermögen bestehen
- ob Arbeitslosengeld I oder andere Leistungen von der Agentur für Arbeit in Anspruch genommen werden

### Novellierung ab 1. Januar 2020
Zum 1. Januar 2020 wurde die Anzahl der Mietenstufen von 6 auf 7 erweitert, um die zwischenzeitlich stärkere Spreizung des Mietniveaus in der Bundesrepublik zu berücksichtigen. Außerdem wurde eine Sonderregelung für die ostfriesischen Inseln, die Halligen, Helgoland und die Insel Hiddensee getroffen, die abweichend von den allgemeinen Regelungen eine gemeinsame (deutlich höhere) Mietenstufe erhalten, um die Besonderheiten des Wohnungsmarktes auf diesen Inseln zu berücksichtigen.

### Dynamische Anpassung ab 1. Januar 2022
In Deutschland erfolgte die erste dynamische Anpassung des Wohngeldes, entsprechend der Mieten- und Einkommensentwicklung, am 1. Januar 2022. Die Bundesregierung plant, das Wohngeld in Zukunft alle zwei Jahre anzupassen, um so eine vergleichbare Kaufkraft des Einkommens bzw. der bezogenen Altersrente zu erhalten. Etwa 640.000 Haushalte profitieren von der Wohngelderhöhung, insbesondere Familien mit Kindern sowie Menschen im Ruhestand.
Die regelmäßige Erhöhung soll außerdem einkommensschwachen Familien helfen, weiterhin nicht auf Hartz IV oder vergleichbare Sozialleistungen angewiesen zu sein. Der Sozialverband Deutschland errechnete, dass die Erhöhung, für Haushalte die bereits Wohngeld erhalten, im Durchschnitt bei 13 Euro pro Monat liegt.

### Wohngeld Plus (ab 2023)
Zum 1. Januar 2023 trat eine Reform in Kraft, durch die sich die Zahl der Wohngeldempfänger voraussichtlich verdreifachen wird. Unter anderem wird bei der Wohngeldberechnung eine Heizkostenkomponente von 2,00 Euro pro Quadratmeter zugeschlagen. Außerdem wurde die Wohngeldformel angepasst, so dass mehr Haushalte Anspruch auf Wohngeld haben. Die maximale Bewilligungsdauer wurde auf 24 Monate erhöht.

### Anpassung 2025
Die Fortschreibung der Beträge und Rechengrundlagen für 2025 erfolgte durch die Zweite Verordnung zur Fortschreibung des Wohngeldes nach § 43 des Wohngeldgesetzes am 23. Oktober 2024. Sie ändert zum 1. Januar 2025 die Anlagen 1 bis 3 WoGG.

## Bezug

### Anspruchsvoraussetzungen
Wohngeld dient der wirtschaftlichen Sicherung angemessenen Wohnens als „Mietzuschuss“ für Mieter von Wohnraum und als „Lastenzuschuss“ für Eigentümer eines selbstgenutzten Eigenheims oder einer selbstgenutzten Eigentumswohnung (§ 1 WoGG). Anspruchsberechtigt für den Mietzuschuss ist der Mieter der Wohnung; dies gilt auch, wenn die Person in einem Heim lebt (§ 3 Abs. 1 WoGG). Den Lastenzuschuss kann der Eigentümer einer Wohnung geltend machen sowie solche Personen, die ein dingliches Recht an dem Grundstück (Nießbrauch, Wohnrecht, Erbbaurecht) besitzen (§ 3 Abs. 2 WoGG).
Beim Wohngeld wird grundsätzlich der gesamte Haushalt betrachtet, sodass der Mieter bzw. Eigentümer auch dann wohngeldberechtigt ist, wenn er zwar selbst vom Wohngeld ausgeschlossen ist, aber wenigstens ein Haushaltsmitglied dem Grunde nach Anspruch auf Wohngeld hat (§ 3 Abs. 4 WoGG).
Zum Haushalt im Sinne des Wohngeldrechts gehört neben der wohngeldberechtigten Person der nicht dauernd getrennt lebende Ehegatte, eine in eheähnlicher Gemeinschaft lebende Person, Verwandte in gerader Linie oder in Seitenlinie bis zum dritten Grad sowie Pflegekinder und Pflegeeltern, sofern diese in einer sogenannten Wohn- und Wirtschaftsgemeinschaft leben, das heißt gemeinsam wohnen und auch wirtschaften. Dies wird beim gemeinsamen Wohnen von der Behörde vermutet, kann aber widerlegt werden. Üben getrennt lebende Eltern das gemeinsame Sorgerecht an ihren Kindern im Rahmen des Wechselmodells aus, ist das Kind bei beiden Elternteilen zu berücksichtigen, wenn diese das Kind zu annähernd gleichen Teilen betreuen (§ 5 WoGG).
Ein Anspruch auf Wohngeld besteht nicht, wenn die Inanspruchnahme missbräuchlich wäre, insbesondere wegen erheblichen Vermögens (§ 21 Abs. 3 WoGG). Die Vermögensfreigrenzen betragen in der Regel 60.000 Euro bei einer alleinstehenden Person und 30.000 Euro für jedes weitere Haushaltsmitglied. Zum Vermögen gehören Geld und Geldeswerte, z. B. Bargeld (gesetzliche Zahlungsmittel) und Schecks, bewegliche Sachen, z. B. Schmuckstücke, Gemälde und Möbel, unbewegliche Sachen, z. B. bebaute und unbebaute Grundstücke, auf Geld gerichtete Forderungen, z. B. Ansprüche auf Darlehensrückzahlung, sonstige Rechte, z. B. Rechte aus Wechseln, Aktien und anderen Gesellschaftsanteilen, Rechte aus Wohnungseigentum, Rechte aus Grundschulden, Nießbrauch, Dienstbarkeiten, Altenteil, auch Urheberrechte, soweit es sich bei der Nutzung um ein in Geld schätzbares Gut handelt. Selbst genutztes Wohneigentum gehört nicht zum Vermögen.
Grundsätzlich können auch Ausländer während eines Deutschlandaufenthalts Wohngeldansprüche haben (§ 3 Abs. 5 WoGG).

### Antragsverfahren
Wohngeld wird nur auf Antrag geleistet (§ 22 WoGG). Der Antrag ist bei der zuständigen Wohngeldbehörde zu stellen, die einen schriftlichen Bescheid zu erstellen hat (§ 24 WoGG). Wohngeld wird in der Regel für einen Zeitraum von zwölf Monaten bewilligt; der Antrag wirkt auf den Ersten des Monats zurück, in dem der Antrag gestellt wurde (§ 25 WoGG). Für Antragsteller gelten nach § 23 WoGG umfassende Auskunftspflichten insbesondere bezüglich der Höhe der Miete und ihres eigenen Einkommens.
Angesichts der zahlreichen Mieter und Selbstnutzer, die wegen der Corona-Krise Einkommensausfälle erlitten hatten, wurde im April 2020 der Wohngeldantrag vorübergehend vereinfacht. So wurden wesentlich weniger Nachweise verlangt, um die Bearbeitung zu beschleunigen.
Bei Rechtsstreitigkeiten im Bereich des Wohngeldes ist die Verwaltungsgerichtsbarkeit zuständig.

### Berechnung des Wohngeldes
Gemäß § 19 Abs. 1 WoGG ist das ungerundete monatliche Wohngeld für bis zu zwölf zu berücksichtigende Haushaltsmitglieder wie folgt zu berechnen:
{\displaystyle 1{,}15\cdot (M-(a+b\cdot M+c\cdot Y)\cdot Y)\;\mathrm {\euro} }
Die Größe M ist die gerundete zu berücksichtigende monatliche Miete oder Belastung in Euro; Y ist das gerundete monatliche Gesamteinkommen in Euro. Auf Grundlage des § 19 Abs. 2 WoGG sind die genauen Rechenschritte der Anlage 3 zu § 19 Abs. 2 WoGG zu entnehmen. Die Werte für a, b und c hängen von der Haushaltsgröße ab und sind der Anlage 2 zu § 19 Abs. 1 WoGG zu entnehmen – Stand 2025: Bei der Berechnung des Wohngeldanspruchs für ein einziges zu berücksichtigendes Haushaltsmitglied (d. h. eine Person wohnt alleinstehend in einer Wohnung) gilt demnach a = 0,04; b = 0,0004797 und c = 0,0000408. Ab 13 Haushaltsmitglieder erhöht sich hinsichtlich des § 19 Abs. 3 WoGG das nach den Absätzen 1 und 2 berechnete monatliche Wohngeld um jeweils 65 Euro, höchstens jedoch bis zur Höhe der zu berücksichtigenden Miete oder Belastung.
Die Miethöchstbeträge sind seit 2020 nach sieben Mietenstufen gestaffelt. Die Mietenstufen eins und zwei befinden sich unter dem Bundesdurchschnitt der Mieten, die Mietenstufe drei spiegelt den Durchschnitt wider, und die Mietenstufen vier bis sieben sind oberhalb des Bundesdurchschnitts (§ 12 Abs. 5 WoGG). Die Mietenstufen werden für alle Gemeinden über 10.000 Einwohner gesondert erfasst, für alle anderen Gemeinden werden die Mietenstufen auf Landkreisebene festgelegt. Die Zuordnung der Gemeinden zu den Mietenstufen ergibt sich aus Anlage 1 WoGV.
Die Anrechnung von Einkommen erfolgt nach § 13 WoGG. Grundsätzlich ist hier das Jahreseinkommen zugrunde zu legen, zu dem neben der Summe der Einkünfte im Sinne des Steuerrechts auch bestimmte steuerfreie Bezüge nach § 14 Abs. 2 WoGG gehören. Für bestimmte Haushaltsmitglieder, z. B. für pflegebedürftige Personen, wird nach § 17 WoGG ein Freibetrag abgezogen, ebenso nach § 18 WoGG Pauschalbeträge zur Erfüllung gesetzlicher Unterhaltspflichten. Vom sich dadurch ergebenden Jahreseinkommen werden pauschal jeweils 10 Prozent bei Einkommensteuerpflicht sowie für positive Krankenversicherungs- und Rentenversicherungsbeiträge abgezogen. Somit werden maximal 30 % des Einkommens nach Freibeträgen bei der Berechnung von Y nicht berücksichtigt. Werden ausschließlich steuer- und sozialversicherungsfreie Bezüge bezogen, werden pauschal 6 Prozent abgezogen (§ 16 WoGG).

## Konkurrenz zu anderen Leistungen
Das Wohngeld steht in Konkurrenz zu anderen Sozialleistungen, bei denen Unterkunftskosten berücksichtigt werden. Dies gilt insbesondere für Bürgergeld, Leistungen für Auszubildende, Übergangsgeld, Verletztengeld, Grundsicherung im Alter und bei Erwerbsminderung, Hilfe zum Lebensunterhalt, Kriegsopferfürsorge, Leistungen nach dem Asylbewerberleistungsgesetz sowie Pflegegeld nach dem SGB VIII. Wohngeld kann in diesen Fällen nur dann gewährt werden, wenn durch die Zahlung von Wohngeld (und gegebenenfalls Kinderzuschlag) Hilfebedürftigkeit vermieden werden kann (§ 7 Abs. 1 WoGG). Das Wohngeld ist insofern eine vorrangige Leistung, sodass insbesondere Bezieher von Arbeitslosengeld II dazu aufgefordert werden können, Wohngeld als vorrangige Leistung zu beantragen bzw. die Behörde auch selbst nach § 5 Abs. 3 SGB II den Antrag für den Leistungsbezieher stellen kann.
Eine Wohngeldbehörde darf jedoch Menschen, welche einen Antrag auf Wohngeld gestellt haben, nicht abweisen mit der Begründung, diese müssen bei einer anderen Behörde aus § 7 WoGG eine andere Leistung beantragen. Das Bestehen eines Anspruches auf sonstige Leistungen anderer Behörden allein genügt nicht zur Ablehnung. Das Wohngeld steht nicht in Konkurrenz zu anderen Leistungen, welche den allgemeinen Lebensunterhalt absichern sollten.
Sind hingegen die Unterkunftskosten nicht berücksichtigt (denkbar etwa bei einem unter 25-Jährigen, der ohne Zusicherung der Behörde aus dem elterlichen Haushalt auszieht), besteht trotz Bezugs anderer Sozialleistungen ein Anspruch auf Wohngeld, sofern die Person etwa durch einen Minijob ihren eigenen Lebensunterhalt sicherstellen kann.
Zu beachten ist, dass Wohngeld nicht gezahlt wird, wenn die monatlichen Haushaltseinnahmen zusammen mit dem errechneten Wohngeld unterhalb des Existenzminimums liegen. Da das Wohngeld nur zweckgebunden zur Zahlung der Miete verwendet werden soll, muss nach Zahlung der Miete noch genügend Geld für den Lebensunterhalt zur Verfügung stehen. Das Existenzminimum setzt sich aus der Warmmiete und den entsprechenden Regelsätzen nach dem SGB II zusammen.
Ein grundsätzlicher Ausschluss von Wohngeld besteht für Haushalte, die zumindest dem Grunde nach Anspruch auf Berufsausbildungsbeihilfe oder BAföG haben (§ 20 Abs. 2 WoGG). Dem Grunde nach hat jemand Anspruch auf diese Leistungen, wenn er sie erhalten könnte oder nur wegen zu hohem eigenen Einkommen oder Einkommen der Eltern nicht erhält. Dem Grunde nach hat jemand keinen Anspruch z. B. bei einer Zweitausbildung, bei zu langer Studiendauer, bei einem Fachrichtungswechsel oder weil er als Ausländer keinen Anspruch auf Leistungen der Ausbildungsförderung hat.
Durch das Haushaltskonstrukt besteht Anspruch also beispielsweise in folgenden Fällen:
- Eine alleinerziehende Studentin lebt mit ihrem Kind zusammen. Das Kind erhält dann meist Sozialgeld und ist vom Wohngeld ausgeschlossen. Weil für die Prüfung der Gesetzeskonkurrenz der gesamte Haushalt betrachtet wird und das Kind selbst keiner nach dem BAföG förderungsfähigen Ausbildung nachkommt, kann die Mutter Wohngeld erhalten.
- Eine Studentin ist mit einem Schüler verheiratet. Sie verliert ihren BAföG-Anspruch wegen eines Fachrichtungswechsels. Beide sind als Gesamthaushalt wohngeldberechtigt.
- Ein ausländischer Student ohne langfristigen Aufenthaltstitel kann grundsätzlich kein BAföG erhalten. Er ist dadurch wohngeldberechtigt. Allerdings kann die Inanspruchnahme von Wohngeld dazu führen, dass sein Aufenthaltstitel bei der nächsten Prüfung nicht verlängert wird.

## Statistik
Am Jahresende 2019 bezogen in Deutschland rund 504.400 Haushalte Wohngeld, das waren 1,2 % aller privaten Haushalte. Das sind 8 % weniger als 2018 (548.000 Haushalte, 1,3 % aller privaten Haushalte). Die Gesamtausgaben von Bund und Ländern für das Wohngeld betrugen im Jahr 2019 rund 953 Millionen Euro, im Vergleich zu 2018 sind die Wohngeldausgaben um 8,8 % gesunken. Der durchschnittliche Wohngeldanspruch lag 2019 für reine Wohngeldhaushalte bei 153 Euro monatlich. In reinen Wohngeldhaushalten haben alle Haushaltsmitglieder einen Anspruch auf Wohngeld, in wohngeldrechtlichen Teilhaushalten wohnen Personen mit und ohne Wohngeldanspruch. Reine Wohngeldhaushalte stellen die überwiegende Mehrheit dar. Am Jahresende 2019 lebte in Mecklenburg-Vorpommern mit 2,4 % der größte Anteil an privaten Haushalten von Wohngeld, mit 0,6 % ist der Anteil in Bayern am niedrigsten.

## Kritik
Nach Ansicht einiger Ökonomen sei das Wohngeld in der bisherigen Form bis 2012 als Sozialleistung entbehrlich, da es in Konkurrenz zu Grundsicherungsleistungen stehe. Sowohl mit dem Wohngeld als auch mit der Grundsicherung werde das sozialpolitische Ziel verfolgt, einkommensschwachen Haushalten einen angemessenen Wohnraum zu ermöglichen. Die Existenz von zwei Sozialleistungen mit ähnlicher Zielsetzung führe zu unnötigen Doppelstrukturen im staatlichen Verwaltungsapparat.

## Wohngeldbezug als Voraussetzungen für andere Vergünstigungen
In bestimmten Städten bzw. Verkehrsverbünden ist es auch für Wohngeldempfänger möglich, Berechtigungsnachweise für Sozialtickets zu erhalten, etwa in Berlin und im Saarland. In Hessen und Nordrhein-Westfalen haben Wohngeldempfänger auch Anspruch auf ein verbilligtes Deutschlandticket, vereinzelt auch in Gemeinden außerhalb dieser Bundesländer (etwa in Dresden und Nürnberg). Kinder von Wohngeldempfängern können Kindertagesstätten generell kostenfrei nutzen. Wohngeldempfänger werden jedoch nicht vom Rundfunkbeitrag befreit.

## Vergleich zu anderen Ländern
Wohngeld gibt es auch in einigen anderen Ländern der Europäischen Union. Beispielsweise gibt es in Österreich eine Wohnbeihilfe, die als eine der wichtigsten Beihilfen gilt. Im Vereinigten Königreich wird Wohngeld nach begründetem Antrag gezahlt.